# BBC Radio Shetland
BBC Radio Shetland est une radio faisant partie du réseau BBC Radio. Elle est située à Lerwick. Elle émet dans les Shetland, et cela depuis 9 mai 1977.

## Programmation
Radio Shetland a deux créneaux de programme, diffusés sur 92,7 MHz FM. Il est également possible d'écouter en direct en ligne via BBC Sounds et ensuite via une page Mixcloud.
Un magazine de 30 minutes, Good Evening Shetland, est diffusé chaque soir en semaine à 17h30 et comprend des nouvelles et des actualités, la météo, des reportages sur la pêche et un débat public. Une émission hebdomadaire de dédicaces - Give Us A Tune - est diffusée le vendredi soir. L'horaire d'hiver du lundi au jeudi contient également des articles sur la nature, la nourriture, le football, le cinéma, la santé, l'histoire, la politique, la musique et plus encore.
La station retransmet les programmes de BBC Radio Scotland le reste du temps. 